# Moniteur d'initiation à l'enseignement supérieur
Pour les articles homonymes, voir Moniteur.
En France, un moniteur d'initiation à l'enseignement supérieur (abrégé en MIES) désignait un enseignant non titulaire doctorant exerçant dans l'enseignement supérieur. Le monitorat permettait au doctorant de bénéficier d'une première expérience professionnelle d'enseignant-chercheur.
On comptait en 2007, 11 988 moniteurs (6 510 en 2005, 2 900 en 1997) soit autant que le nombre d'allocataires de recherche (4 000 recrutements par an). Les derniers moniteurs effectuèrent leurs services dans l'année universitaire 2010-2011, ce statut ayant depuis été remplacé par le contrat doctoral.

## Description
Les fonctions de moniteurs peuvent être occupées par des doctorants titulaires d'une allocation de recherche ou d'un contrat similaire.
Selon le décret 89-794, les moniteurs sont engagés par le chef d'établissement pour une durée n'excédant pas la durée du contrat de rémunération du doctorant (typiquement 3 ans). Au terme de la première année de fonctions, il peut être mis fin au contrat de moniteur par le chef de l'établissement.
Un moniteur doit enseigner soixante-quatre heures de travaux dirigés ou de travaux pratiques ce qui équivaut au tiers de la charge annuelle d'un attaché temporaire d'enseignement et de recherche ou d'un maître de conférences. Ils ne peuvent pas effectuer d'heures complémentaires. Les moniteurs perçoivent une indemnité mensuelle non soumise à retenue pour pension de 335 euros bruts (arrêté du 30-10-1989) (soit 4 025 euros/an). Un allocataire de recherche moniteur touche ainsi un salaire de 1 985 euros bruts par mois (~1 600 euros nets), comparable au salaire d'un attaché temporaire d'enseignement et de recherche à plein temps (hors prime de recherche et d’enseignement supérieur annuelle de 1 209,48 €).
L'initiation des moniteurs aux fonctions d'enseignement est assurée sous la direction d'un enseignant-chercheur titulaire, qui ne peut être simultanément leur directeur de thèse. Tout moniteur est rattaché à un centre d'initiation à l'enseignement supérieur qui dispense des stages annuels de formation.
Depuis le Décret n° 2009-462 du 23 avril 2009, l'expérience de moniteur est prise en compte en intégralité dans le décompte de l'ancienneté en cas de recrutement dans le corps des maîtres de conférences. Cette expérience est considérée comme un atout dans les concours de recrutement à ces postes.

## Conditions
Les moniteurs doivent être titulaires d'une allocation de recherche attribuée par le Ministère
de la Recherche ou beneficier d’un régime comparable d’aide à la préparation du doctorat.

## Recrutement
Les postes disponibles sont publiés en début d'année scolaire par les CIES (septembre/octobre) et les candidats sont recrutés sur dossier par une commission d'enseignants de l'établissement visé. La commission effectue alors un classement des candidats, qui seront alors choisis dans cet ordre suivant le nombre de postes disponibles.

## Différences avec le statut de vacataire
Un doctorant peut effectuer le même type d'enseignement qu'un moniteur, sous le statut de vacataire (sous réserve d'accord de son employeur le cas échéant). Il est cependant payé moins : 2 530 euros brut par an pour la même quantité d'enseignement (janvier 2006), et ne bénéficie pas des formations spécifiquement ouvertes aux moniteurs. De plus, les universités sont tenues de fournir des heures de cours aux moniteurs, qui sont des membres du corps enseignant de l'université, jusqu'à leur faire avoir un service complet, alors qu'elles peuvent recruter des vacataires, ce qui signifie que ces derniers sont moins prioritaires pour l'attribution d'heures d'enseignement.
Le vacataire n'a en revanche pas de contrainte sur le nombre minimal, ni sur l'établissement où elles sont effectuées.